# Roberto Genta
Roberto Genta, född 1 mars 1907, död 11 juli 1985, var en argentinsk friidrottare. Han deltog vid olympiska sommarspelen 1932.